# Alfred Hansen (Botaniker)
Hans Alfred Hansen (* 2. Oktober 1925  in Snekkemose, Gemeinde Rise Sogn auf Ærø, Dänemark; † 29. Januar 2008 in Kopenhagen) war ein dänischer Botaniker.

## Leben
Sein Forschungsgebiet umfasste die Flora des Mittelmeergebiets und Makaronesiens sowie den Florenwandel in Dänemark. Der Hauptteil seiner beruflichen Tätigkeit fand am Botanischen Museum der Universität Kopenhagen statt, wo er von 1960 bis 1995 als Kustos des dänischen Herbariums tätig war. Er hat über 50 Pflanzensippen neu kombiniert beziehungsweise neu beschrieben, die meisten davon zusammen mit seinem norwegischen Kollegen Per Sunding (* 1937).
Sein botanisches Autorenkürzel lautet „A.Hansen“.

## Publikationen (Auswahl)
- A. Hansen: Checklist of the Vascular Plants of the Archipelago of Madeira, With a special list of plants, including cryptogams, from the Salvage Islands, 77. S. Funchal, 1969
- A. Hansen: Flora der Inselgruppe Santorin. Candollea 26. 55 S., 1971
- A. Hansen, C.A. Jørgensen & E. Rostrup: Den danske flora, En populær vejledning til at lære de danske planter at kende. 664 S., 1973
- E. Dias & A. Hansen: A new botanical bibliography of the Azores. Boletim do Museu Municipal do Funchal 42, S. 184–216. 1990
- A. Hansen & P. Sunding: Flora of Macaronesia. Checklist of Vascular Plants. Sommerfeltia, Oslo, 1993.
- A. Hansen & P. Sunding: Botanical Bibliography of the Canary Islands. Botanical Garden and Museum, University of Oslo, 1994

## Von Alfred Hansen neu beschriebene Pflanzen (Auswahl)
- Arrhenatherum calderae A. Hansen
- Carex calderae A. Hansen
- Erigeron calderae A. Hansen
- Fritillaria rhodia A. Hansen
- Rubus palmensis A. Hansen
- Vicia costae A. Hansen

## Ehrungen
Zu Ehren von A. Hansen wurde benannt:
- Pericallis hansenii (G. Kunkel) Sunding